# Hornsbergsäpple
Hornsbergsäpplet är en äppelsort som utsetts till Smålands landskapsäpple. Äpplet fick sitt nuvarande namn av Direktör Lindgren. Tidigare namn var Hornsbergs Astrakan, Hornsbergs Hampus, Hornsbergs Kaniker, Hornsbergs rosenäpple.  Äpplet blommar tidigare och är moget tidigare än de flesta äpplesorter.  Hållbarheten är bara några dagar. Äpplet smakar som vit Astrakan. Det skördas i slutet av juli eller början av augusti. Zon 1–6. Äpplet stammar från Hornsbergs gård i Tjust i nordöstra Småland och kan spåras till tidigt 1800-tal.